# Elvis Álvarez
Elvis Álvarez (* 2. Februar 1965 in Medellín, Kolumbien; † 16. Juli 1995 ebenda) war ein kolumbianischer Boxer im Fliegengewicht.

## Profikarriere
Im Jahre 1983 begann er erfolgreich seine Profikarriere. Am 3. März 1989 boxte er gegen Miguel Mercedes um die WBO-Weltmeisterschaft und gewann durch einstimmige Punktrichterentscheidung. Diesen Gürtel hielt er bis zum darauffolgenden Jahr.
Am 14. März 1991 trat er gegen Leopard Tamakuma um den Weltmeistertitel der WBA an und siegte einstimmig nach Punkten. Bereits in seiner ersten Titelverteidigung im Juni desselben Jahres verlor er diesen Gürtel an Yong-Kang Kim nach Punkten.

## Ermordung
Elvis Álvarez wurde am 16. Juli 1995 in Medellín, Kolumbien auf offener Straße erschossen.